# Raymond Briggs

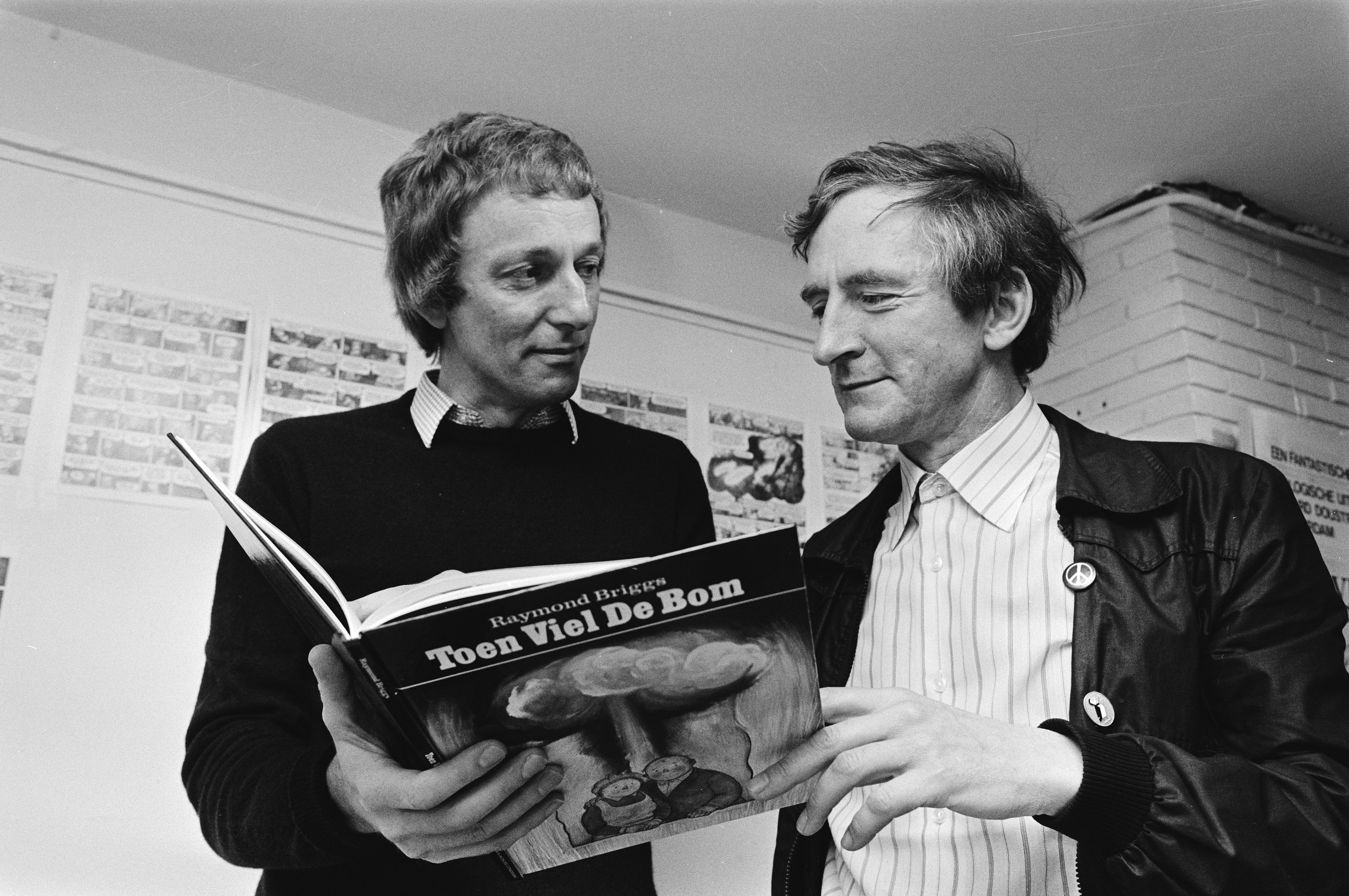
Raymond Briggs (rechts) und Mient Jan Faber (1983)

Raymond Redvers Briggs (* 18. Januar 1934 in Wimbledon; † 9. August 2022 in Brighton) war ein britischer Illustrator und Autor. Mehrere seiner in kindlichem Stil gezeichneten, oft satirischen Werke wurden verfilmt. Er veröffentlichte zahlreiche Kinderbücher, aber auch Graphic Novels für Erwachsene wie When the Wind Blows (1982) über die Folgen einer nuklearen Katastrophe.
Für sein Werk als Autor erhielt Briggs zahlreiche Auszeichnungen und wurde 2017, bei der Geburtstagsfeier von Queen Elisabeth II. mit dem Verdienstorden Order of the British Empire im Rang eines Commanders (CBE) ausgezeichnet.

## Leben
Raymond Briggs studierte Malerei und Typographie in Wimbledon und London. 1957 machte er seinen Abschluss an der Slade School of Fine Art in London. Nach einigen Jahren als Maler fokussierte er sich auf das Illustrieren von Kinderbüchern. Ab 1963 war er mit der Malerin Jean Taprell Clark verheiratet. Ab Anfang der 1970er Jahre erschienen seine selbstgetexteten Werke. Seine Frau litt unter Schizophrenie und starb 1973, dem Jahr als Father Christmas erschien, an den Folgen einer Lungenentzündung. Wenige Jahre später, fand er eine neue Lebensgefährtin, die beiden heirateten zwar nicht, bleiben jedoch bis zu Liz Tod, im Jahr 2016, ein Paar. Briggs starb im August 2022 in einem Krankenhaus im südenglischen Seebad Brighton im Alter von 88 Jahren.

## Werke (Auswahl)
- 1966: The Mother Goose Treasury, Hamish Hamilton 1966
- 1973: Father Christmas, Hamish Hamilton 1973, (O je, du fröhliche, Bertelsmann 1975)
- 1975: Father Christmas Goes on Holiday, Hamish Hamilton 1975, (Was macht der Weihnachtsmann im Juli?, Bertelsmann 1977)
- 1977: Fungus the Bogeyman, Hamish Hamilton 1977, (Fungus der Bogeymann, Schreiber & Leser 1987)
- 1978: The Snowman, Hamish Hamilton 1978, (Mein Schneemann, Bertelsmann 1978)
- 1980: Gentleman Jim, Hamish Hamilton 1980, (Gentleman Jim, Bertelsmann 1980)
- 1982: When the Wind Blows, Hamish Hamilton 1980, (Strahlende Zeiten, Krüger 1983)
- 1992: The Man, MacRae 1992, (Der Mann, Lappan 1995)
- 1994: The Bear, MacRae 1994, (Der Bär, Lappan 1994)
- 1998: Ethel & Ernest: A True Story, Jonathan Cape 1998, (Ethel & Ernest, Reprodukt 2015)
- 2001: Ug: Boy Genius of the Stone Age, Jonathan Cape 2001 (Ug: Wunderkind aus der Steinzeit, Carlsen Verlag 2003)

## Filmische Adaptionen
- Das Kinderbuch The Snowman wurde 1982 in den Kurzfilm Der Schneemann adaptiert.
- Die Graphic Novel When the Wind Blows über die Folgen einer Atombombenexplosion, wurde 1986 als Wenn der Wind weht verfilmt.
- 2015 wurde sein Kinderbuch Fungus the Bogeyman als TV-Dreiteiler adaptiert.
- 2016 wurde von der Geschichte von Briggs Eltern, Ethel & Ernest, ein Zeichentrickfilm erstellt.

## Auszeichnungen (Auswahl)
- 1966 Kate Greenaway Medal für The Mother Goose Treasury und 1973 für Father Christmas
- 1977 Illustrationspreis Francis Williams Award des Victoria and Albert Museum für Father Christmas und 1982 für The Snowman
- 1979 Boston Globe–Horn Book Award für The Snowman
- 1992 British Book Award Kinderbuchautor des Jahres 1992
- 1998 British Book Award, Kinderbuch des Jahres für Ethel & Ernest: A True Story
- 2014 Phoenix Award für The Bear
- 2017 BookTrust Lifetime Achievement Award für sein Lebenswerk 2017[5]
- 2017 Order of the British Empire (CBE) für seine literarischen Verdienste